# カワガラス科
カワガラス科（カワガラスか、学名：Cinclidae）は、スズメ目に属する鳥類の一科。カワガラス属のみで本科を形成する。カワガラス属の模式種はムナジロカワガラス。

## 分布
アフリカ大陸北部、北アメリカ大陸西部、南アメリカ大陸北東部、ユーラシア大陸、イギリス、日本

## 形態
全身は分厚い羽毛で覆われ、防水と防寒に役立つ。尾羽は短い。
卵は白い。雌雄で色彩は変わらない。

## 生態
渓流沿いに生息する。縄張りを形成し、他の個体と出会うと頸部を伸ばしたり相手を追いかけて縄張りを主張する。
食性は動物食で、昆虫類、甲殻類、貝類、魚類、両生類の幼生等を食べる。水辺を徘徊したり、潜水し翼を使って泳いだり水底を歩行して獲物を捕食する。本科の構成種に対しての英名dipperは「水に浸る者」の意で、転じて「水に潜る鳥」の意。
繁殖形態は卵生。繁殖期にはペアを形成する。コケを球状に固めた巣を作り、主に早春に4-6個の卵を産む。同じ巣を数回に亘り繁殖に用いることも多い。

## 分類
カワガラス属 Cinclusの5種で構成される。
- Cinclus cinclus ムナジロカワガラス White-breasted dipper
- Cinclus leucocephalus シロガシラカワガラス White-capped dipper
- Cinclus mexicanus メキシコカワガラス American dipper
- Cinclus pallasii カワガラス Brown dipper
- Cinclus schulzi ノドアカカワガラス Rufous-throated dipper

## 人間との関係
橋桁やダムの壁の中等といった建造物に営巣することもある。

## 画像

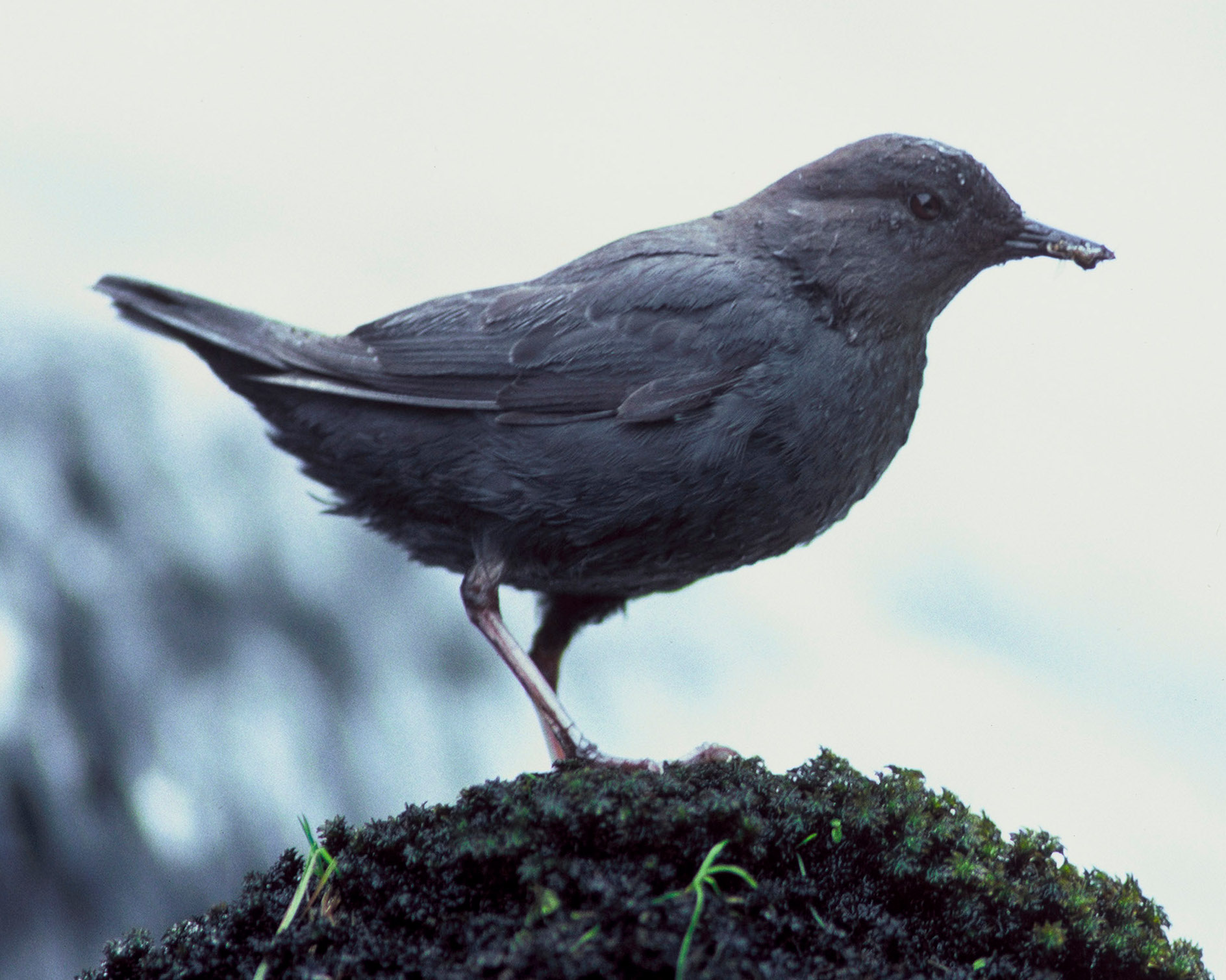
アメリカカワガラス C. mexicanus
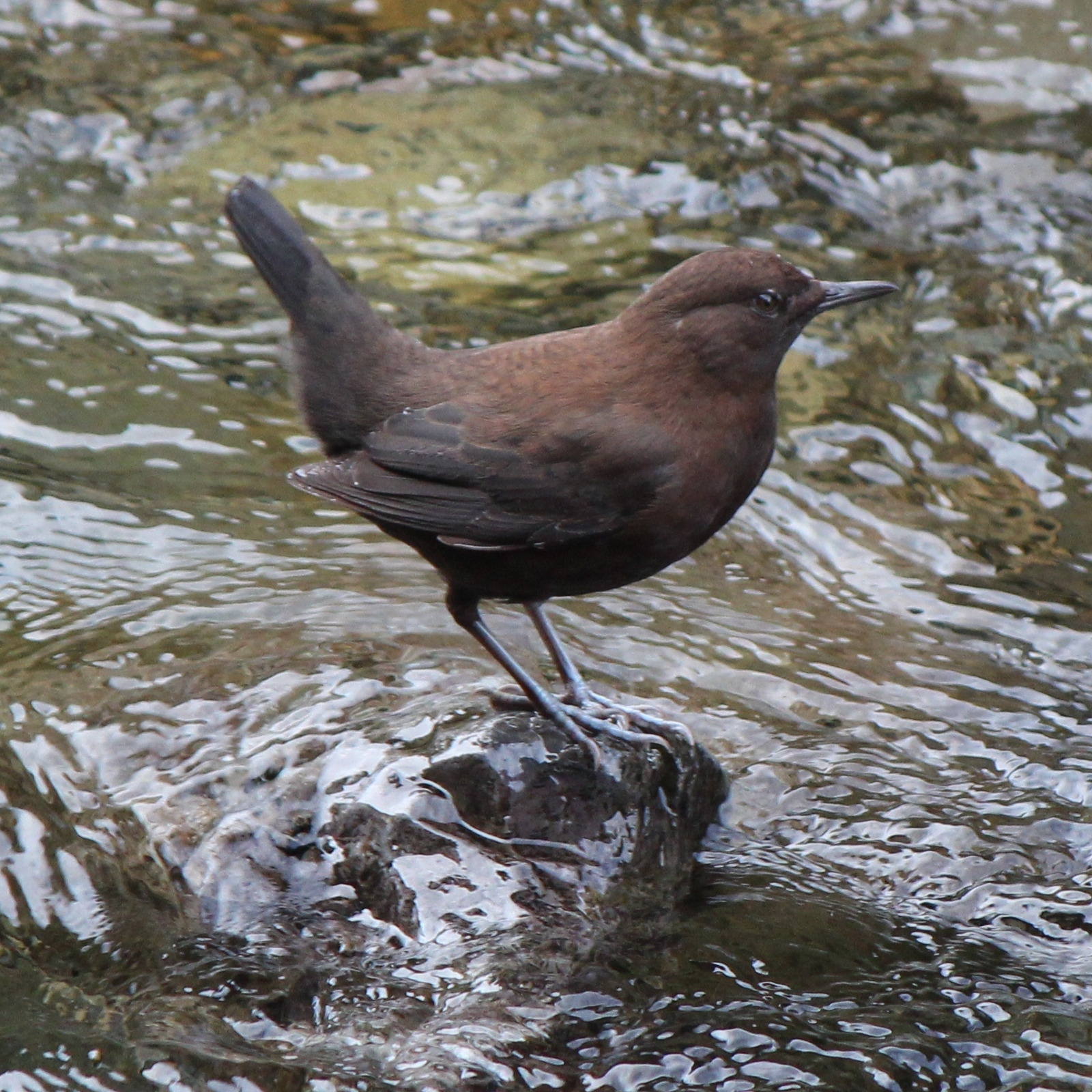
カワガラス C. pallasii